# Paul Chocarne-Moreau
Pour les articles homonymes, voir Chocarne et Moreau.
Paul Chocarne-Moreau, né Paul Charles Chocarne à Dijon le 31 octobre 1855 et mort à Neuilly-sur-Seine le 5 mai 1930, est un peintre français.

## Biographie

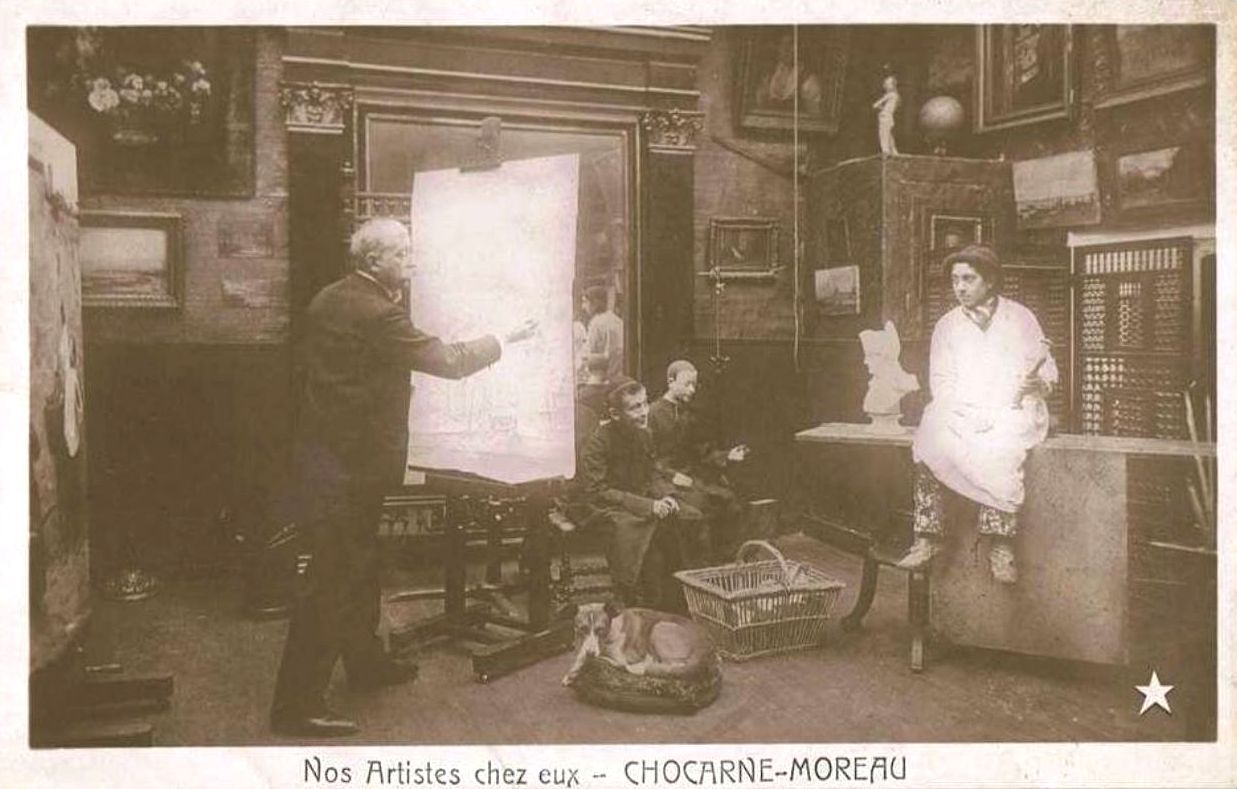
Le peintre dans son atelier avec des modèles, photographie attribuée à Edmond Bénard.

Paul Chocarne est né à Dijon le 31 octobre 1855 dans une famille d'artistes. Son père est professeur de peinture et il est neveu du père Bernard Chocarne et de l'abbé Victor Chocarne, ainsi que le cousin des sculpteurs Mathurin, Hippolyte et Auguste Moreau.[réf. nécessaire]
Paul Chocarne entre à l'École des beaux-arts de Paris, où il est successivement l'élève de Tony Robert-Fleury et de William Bouguereau. Il débute au Salon des artistes français de 1882 et y expose assez régulièrement à partir de cette date sous le nom de Paul Chocarne-Moreau. En 1900 il y obtient une médaille de 2e classe et passe en hors-concours. Il est nommé chevalier de la Légion d'honneur en 1906.
Chocarne-Moreau se spécialise dans la peinture de genre. Il représente des saynètes de la vie parisienne dont les héros sont généralement de jeunes garçons facétieux issus de milieux populaires : jeunes apprentis-pâtissiers, ramoneurs, enfants de chœur, écoliers. Témoin de son temps, il peint des œuvres comme Sur la barricade qu'il expose au Salon de 1909. On a pu voir en lui un précurseur de Norman Rockwell.
Il meurt à Neuilly-sur-Seine le 5 mai 1930 et est inhumé au cimetière de Levallois-Perret.

## Œuvres
- Dijon, musée des Beaux-Arts : Le Pâtissier et le ramoneur, huile sur toile.
- Localisation inconnue :
  - Une vieille farce, illustration de la couverture du Figaro illustré d'octobre 1896[4].
  - Chacun son tour, Salon de 1899. Scène enfantine avec un homme ivre déguisé en Pierrot.
  - Mi-Carême, Salon de 1907.

Œuvres attribuées à Paul Chocarne-Moreau, localisations inconnues
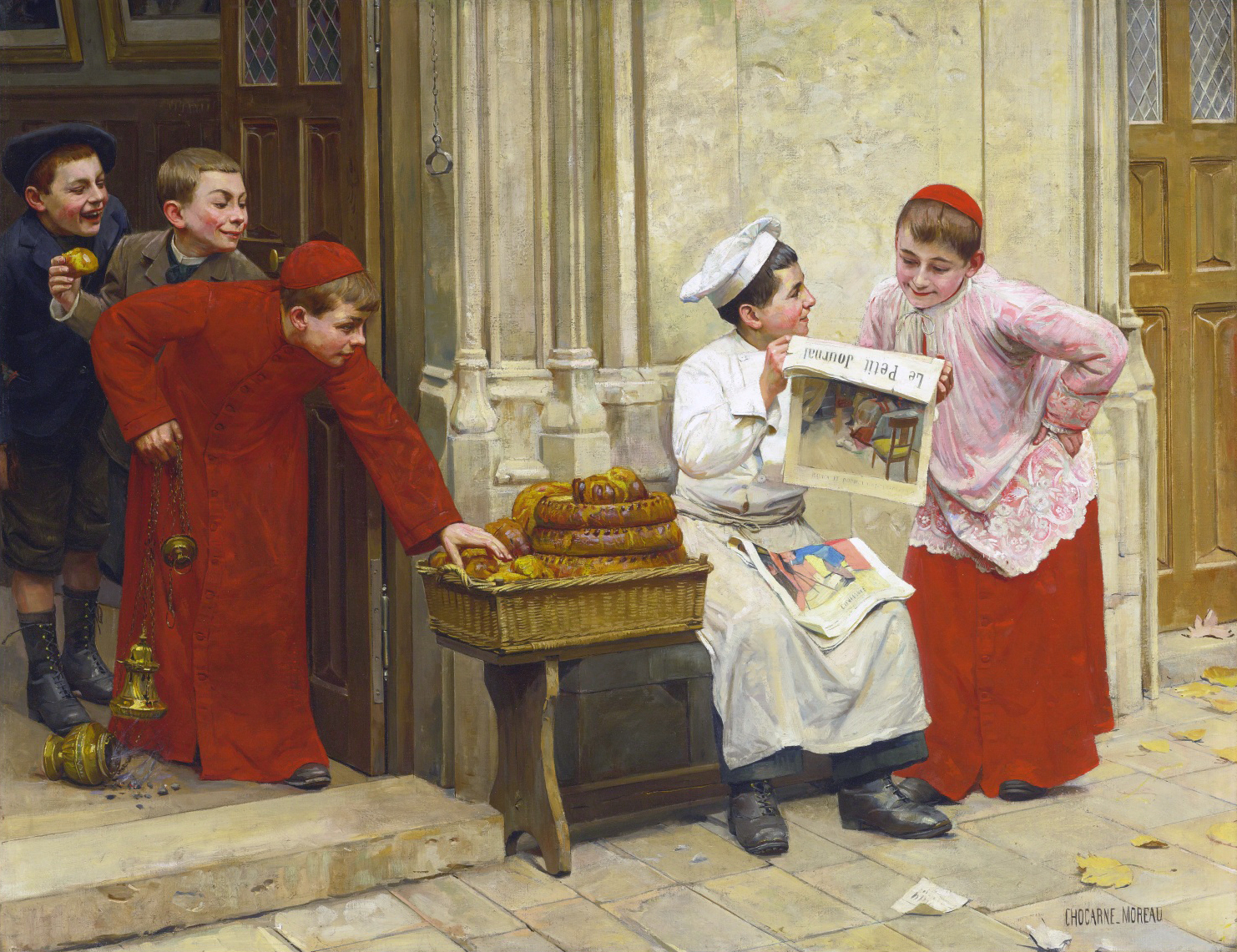
Le Petit Journal.
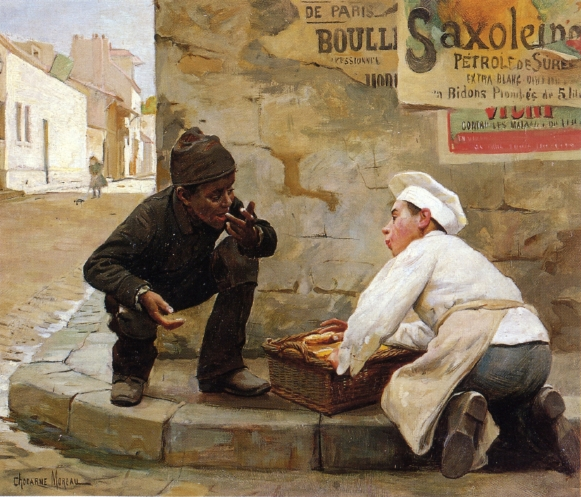
Les Bons amis.
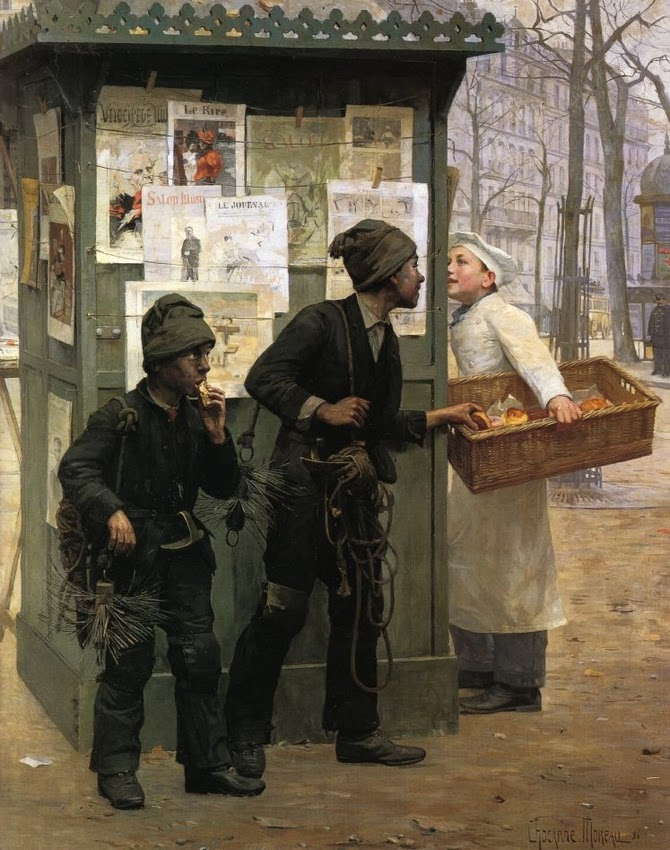
L'Occasion fait le larron.
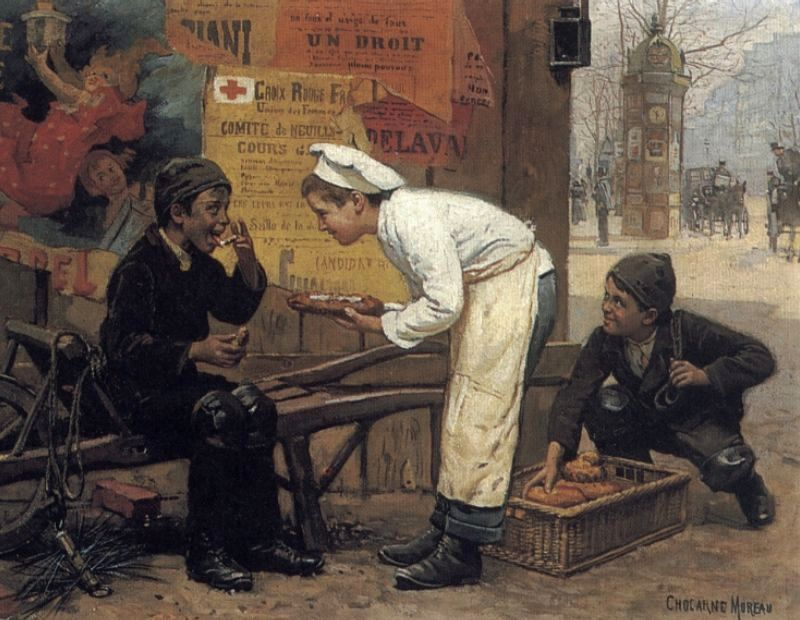
Le Voleur rusé.
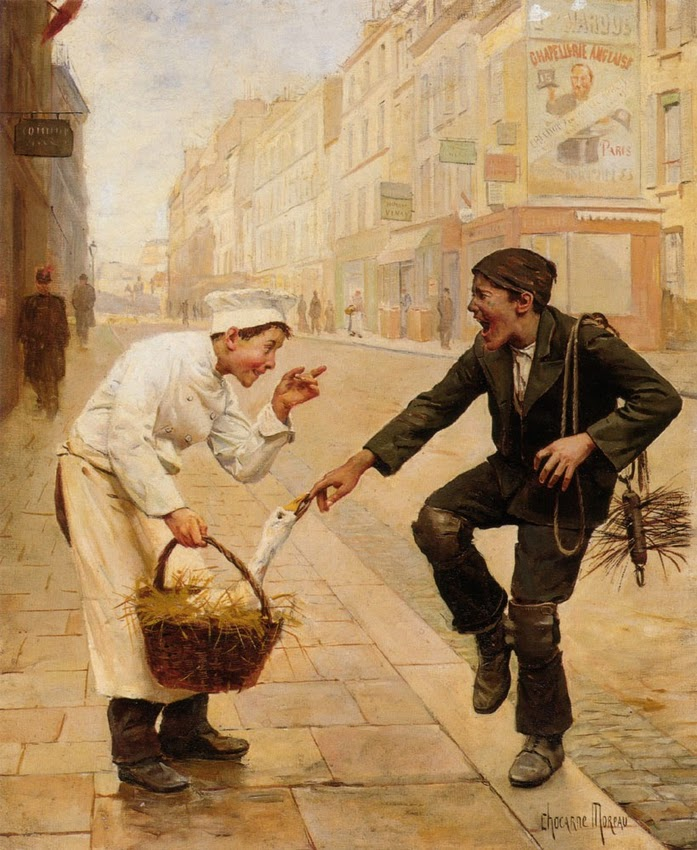
La Surprise.